# بيل فاغنر
بيل فاغنر (بالإنجليزية: Bill Wagner)‏ هو لاعب كرة قاعدة أمريكي، ولد في 2 يناير 1894 في جيسوب في الولايات المتحدة، وتوفي في 11 يناير 1951 في واترلو في الولايات المتحدة.

## وصلات خارجية
- بيل فاغنر على موقعبيزبول رفرنس.كوم (الدوري الرئيسي) (الإنجليزية)
- بيل فاغنر على موقعبيزبول رفرنس.كوم (الدوري الثانوي) (الإنجليزية)
- بيل فاغنر على موقع مشجعي الرسوم البيانية (الإنجليزية)